# Francisco I Gonzaga
Francisco I Gonzaga (Francesco I Gonzaga, en italiano) (Mantua, 1366-Cavriana, 7 de marzo de 1407) fue un condottiero italiano, señor de Mantua desde 1382 a 1407.

## Biografía
Sucedió en 1382 al padre Ludovico II Gonzaga, heredó también dos años más tarde los títulos y las prerrogativas oficiales.
Su política, en un momento muy turbulento para las pequeñas signorias del norte de Italia, tuvo a menudo que bascular entre la República de Venecia y la de cada vez más potente familia de los Visconti, de Milán. Precisamente en esta óptica debe ser visto su matrimonio, en 1380, con Inés Visconti, hija de Bernabé Visconti, cuyo trágico desenlace (concluido con la decapitación pública de ella en 1391, acusada, casi con toda seguridad falsamente, de adulterio) refleja el cambio de las alianzas del marido y su temor respecto a Gian Galeazzo Visconti, figura naciente de la política italiana, que acababa de desposeer de su cargo al padre de ella.
En 1393 Francisco Gonzaga se casó en segundas nupcias con Margarita Malatesta, que llevaría a los Gonzaga la enfermedad hereditaria del raquitismo, la cual se manifestaría periódicamente en los señores de Mantua hasta el siglo XVI. Los años sucesivos acarrearon la peligrosa ruptura de Gonzaga con Gian Galeazzo Visconti y su consiguiente acercamiento a Venecia. Un tentativo de inundar Mantua, provocando un desbordamiento del Mincio, por parte de los milaneses no llegó a buen fin y la muerte repentina en 1402 de Gian Galeazzo Visconti, puso fin al conflicto.
Francisco Gonzaga es recordado también por su actividad de constructor: hizo levantar el Castillo de San Jorge, la fachada gótica del Duomo de Mantua, el campanario de la Basílica de San Andrés y el Santuario de la Beata María delle Grazie en Curtatone.
En 1394 recibió de manos del papa Bonifacio IX el título de Conde de Gonzaga, que no usó nunca dado que apremiaba al Emperador para recibir el más codiciado de marqués. Título que al final obtuvo de Wenceslao en 1403, habiendo sido éste sin embargo depuesto con anterioridad, anulando por tanto su concesión. 
Francisco murió en 1407 en el Castillo de Cavriana, sin que el nuevo emperador pudiera confirmarle el título. Fue enterrado en la iglesia de San Francisco, en Mantua en el mausoleo de la familia.

## Descendencia
Francisco e Inés Visconti tuvieron una hija:
1. Alda(1391-1405) que se casó en 1397 con Francisco III de Carrara, hijo de Francisco Novello de Carrara, señor de Padua.

Francisco y Margarita Malatesta tuvieron dos hijos:
1. Gianfrancesco (1395 - 1444), su sucesor, y el primer marqués de Mantua;
2. Susana, que murió joven.

Francisco tuvo también seis hijos naturales.